# Restio setiger
Restio setiger är en gräsväxtart som beskrevs av Carl Sigismund Kunth. Restio setiger ingår i släktet Restio och familjen Restionaceae. Inga underarter finns listade i Catalogue of Life.